# Walenty Suda

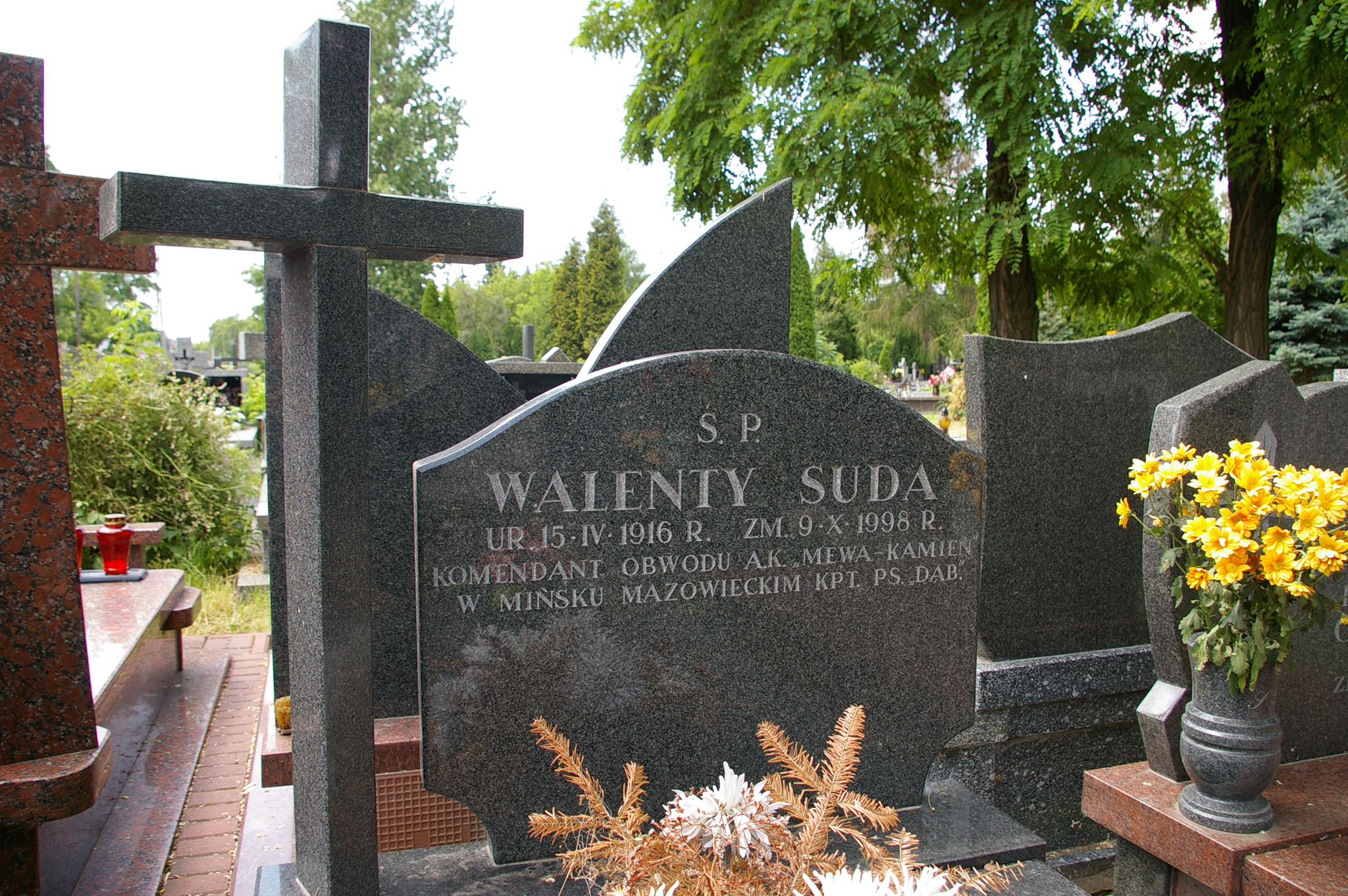
Grób Walentego Sudy na cmentarzu komunalnym w Piasecznie

Walenty Suda, ps. „Dąb”, „Młot” (ur. 15 kwietnia 1916 w Latowiczu, zm. 9 października 1998 w Warszawie) – kapitan Wojska Polskiego, członek ZWZ-AK, komendant Obwodu Mińsk Mazowiecki AK.

## Życiorys
Syn Franciszka i Heleny z d. Niedek. Po śmierci Ludwika Wolańskiego „Lubicza”, w grudniu 1944 objął dowództwo Obwodu AK Mińsk Mazowiecki. Jako dowódca oddziału bojowego Obwodu wydał rozkaz odbicia więźniów przetrzymywanych w obozie NKWD w Rembertowie. Akcję przeprowadzoną w nocy z 20 na 21 maja 1945 dowodził ppor. Edward Wasilewski „Wichura”. 
25 lipca 1945 roku Walenty Suda został aresztowany przez funkcjonariuszy Urzędu Bezpieczeństwa. 11 listopada 1945 został skazany przez sąd wojskowy na karę 8 lat więzienia. Wyrok odbywał w więzieniu w Rawiczu, opuścił je 20 grudnia 1945. W 1950 ukończył studia na Wydziale Elektrycznym Politechniki Warszawskiej, uzyskując dyplom inżyniera. Po studiach pracował w Biurze Studiów i Projektów Łączności w Warszawie.